# Saint-Thibault, Côte-d'Or
Saint-Thibault är en kommun i departementet Côte-d'Or i regionen Bourgogne-Franche-Comté i östra Frankrike. Kommunen ligger i kantonen Vitteaux som tillhör arrondissementet Montbard. År 2022 hade Saint-Thibault 155 invånare.

## Befolkningsutveckling
Antalet invånare i kommunen Saint-Thibault
Referens:INSEE